# Les Joyeux Lurons (film)
Pour les articles homonymes, voir Les Joyeux Lurons.
Pour plus de détails, voir Fiche technique et Distribution.
Les Joyeux Lurons est une comédie française de Michel Gérard sortie en 1972.

## Synopsis
Trois malfrats en habits ecclésiastiques s'installent chez un curé d'un village de Meurthe-et-Moselle en Lorraine (Liverdun) avec l'intention de s'emparer d'un précieux reliquaire.

## Fiche technique
- Titre : Les Joyeux Lurons
- Réalisation : Michel Gérard
- Scénario : Michel Gérard et Vincent Gauthier
- Directeur de la photographie : Jean Monsigny
- Musique : Sébastien Balasko
- Pays de production : France
- Genre : comédie
- Durée : 82 minutes
- Date de sortie : France : 22 novembre 1972
- Affiche : Jouineau Bourduge (France)

## Distribution
- Alice Sapritch : Léonie
- Paul Préboist : Le curé Paccard
- Philippe Clay : Larivière
- Michel Galabru : Bossuet
- Jacques Balutin : Fénelon
- Vincent Gauthier : Patrick
- Rachel Cathoud : Laurence
- Jeannette Batti : La patronne de boîte